# Església de Vilba
L'Església de Vilba era l'església romànica del despoblat del Vilatge de Vilba, pertanyent al terme del Pont de Suert, dins del seu antic terme de Malpàs.
Documentada des del 1010, el lloc pertanyia a Santa Maria de Lavaix. Actualment se'n conserven algunes restes, que permeten reconèixer una església d'una sola nau, amb absis semicircular a llevant. Els murs arriben als 80 cm d'alçada, amb una amplada d'uns 2,6 metres. Es tracta d'una església del segle xii, per l'aparell constructiu.